# 桂海木
桂海木（学名：Guihaiothamnus acaulis）为茜草科桂海木属下的一个种。其种加词“acaulis”意为“无茎的”。